# 노랑지빠귀
노랑지빠귀(영어: Naumann's Thrush, 학명: Turdus naumanni)는 참새목 지빠귀과에 속하는 새이다. 

## 생김새
개체변이가 심하다. 개체에 따라서 개똥지빠귀와 유사한 경우도 있지만 적갈색 기운이 더 강하다.

### 수컷
어깨깃, 등깃, 몸아랫면, 허리, 꼬리가 적갈색이다.

### 암컷
전체적으로 색이 수컷보다 엷다. 검은색 턱선을 가지고 있고 멱과 가슴의 색이 밝다.

## 서식지
중앙시베리아 중남부에서 번식하고 중국 북부와 중부, 한국, 일본에서 월동한다. 야산 주변의 관목, 땅 위에서 무리를 이루어 생활한다.